# Клод-Віктор Перрен
Клод-Віктор Перрен (фр. Claude-Victor Perrin; *7 грудня 1764 —†1 березня 1841) — французький військовий діяч часів Першої республіки та Першої імперії, Маршал Франції.

## Життєпис

### на службі Республіки
Походив з буржуазної родини. Син Шарль Перрена, королівського наглядача на орендарями. Отримав початкову освіту. Обрав для себе військову кар'єру, вступивши у 1781 році барабанщиком до 4-го Гренобльського артилерійського полку. У 1791 році звільнився з армії й почав працювати в мерії міста Валанс.
З формування національної гвардії зараховується до її лав, де незабаром стає унтер-офіцером. Відзначився у боротьбі з інтервентами та роялістами, тому доволі швидко дослужився до звання полковника, яке отримав того ж 1792 року. Відзначився у складі армії генерала Ансельма у боях за Ніццу. Згодом був спрямований до військ, що вели облогу Тулона. Тут познайомився з Наполеоном Бонапартом. Перрен відзначився під час цієї облоги, отримав тяжке поранення. 20 грудня 1793 року разом з Бонапартом отримав звання бригадного генерала, втім остаточно затверджений у цьому званні лише 13 червня 1794 року.
У 1794—1795 роках воював у Піренейській армії, яка вела бої в Каталонії. Тут Перрен відзначився мужністю та розпорядністю. У 1797 році спрямований до Італійської армії. Спочатку звитяжив під час боїв за П'ємонт. За це отримав від Бонапарта звання дивізійного генерала. Це рішення незабаром підтвердила Директорія. Після цього маршем рушив до Папської області, де захопив спочатку міста у Романьї, а потім й м. Анкона. Вслід за цим з успіхом воював проти австріяків в Ломбардії. Після Кампо-Формійського договору Перрен повертається до Франції.
У 1797 році отримує призначення до Нанту, де готуються війська для висадки до Великої Британії, а згодом знову отримує призначення до Італійської армії. Відзначився у битвах при Сен-Люсії, Маньяно, Олександрії, був поранений у битві при Требії, але був серед учасників битви при Нові.
Згодом брав участь у новій італійській кампанії, вже під проводом Бонапарта. Тут відзначився у битвах при Монтебелло та Маренго у 1800 році, за що отримав меч честі. Потім як генерал-лейтенант керував військами батавської республіки. Планувалася експедиція під головуванням Перрена для оборони колонії Луїзіана (Північна Америка) від англійців, але вона не відбулася.

### На службі Імперії
Після оголошення Наполеона Бонапарта імператором Перрен отримав орден Почесного легіону, призначається президентом виборників департаменту Мен і Луара, а згодом послом до Данії. Тут окрім всього займався організацією проходження балтійським морем кораблів Франції та її союзників.
З початком у 1806 році військової кампанії проти Пруссії Перрен приєднується до армії. очоливши штаб 5 корпусу маршала Лана. Звитяжив у битвах при Заальфельді та Єні, захопив фортецю Шпандау, а потім відважно бився під Пултуском. У 1807 році призначається командувачем Домбровської дивізії (польської). На її чолі діяв під Кольбергом та Данцигом. 20 січня раптово потрапляє у полон, але 8 березня його обміняли на прусського генерала Блюхера. Вже 14 червня в багато в чому сприяв французькій перемозі у битві при Фрідланді. За це отримав звання маршала. 9 вересня призначається губернатором Берліна й Пруссії, а у 1808 році стає герцогом Беллуно. Як подяку за чесне управління мерія Берліна пропонувала Перрену 2 млн золотих, проте той відмовився.
Того ж року спрямовується до Іспанії, де відзначився у битві при Сомосьєррі, сприяв захопленню Мадриду й Толедо. У 1809 році переміг у битвах при Уклесі, Меделіні та Алкобоні, але не зміг повністю виконати наказ Наполеона I щодо захоплення Португалії. Втім після перемоги при Окані маршал Перрен зумів майже повністю захопити Андалузію, вступивши у міста Кордова і Севілья. Після цього почав облогу Кадіса, втім не досить вдало. До того ж у 1811 році зазнав невдачі у битві з англо-іспанським військом при Баррозо.
У 1812 році Перрена відкликають до Франції, де він отримує командування 5 резервним корпусом Великої армії. Він відповідав за сполучення між Вільно й Смоленськом. Після відступу Наполеона I з Москви хоробро захищав Смоленськ, а потім відповідав за переправи через Березину. За тим разом з рештками армії відступив до Франції. У 1813 році призначається командувачем 2 корпусу у Німеччині, де відповідав за оборону берегів Ельби. Звитяжно бився при Дрездені, Вахау, Лейпцизі та Ханау.
Під час кампанії 1814 року захищав Ельзас, проте вимушений був відступити. Бився при Брієнні та Ротьєра. Втім запізнився з підтримкою імператора у битві при Монтро. Тому відсторонений від керуванням військами. Але невдовзі повернутий, отримавши командування на 2 дивізіями гвардії. Після цього його було важко поранено у битві при Краоні.

### На службі Бурбонів
Після зречення Наполеона Бонапарта присягнув на вірність Людовику XVIII, зберіг усі свої звання та титули. Останній призначив Перрена головою 2 військового округу. Не підтримав Бонапарта під час Ста днів, намагався протидіяти Наполеону, але не отримав підтримки з боку військ й вимушений був піти у вигнання разом з Бурбонами до Генту.
у 1815 році після остаточної поразки Наполеона I Перрен повернувся разом з Бурбонами до Парижа. За свою вірність королю призначається генерал-майором королівської гвардії, а незабаром й пером Франції. Брав участь у суді над маршалом Неєм, голосувавши за його страту. Призначається головою Комітету з огляду послуг офіцерів, які служили Наполеонові під час Ста днів.
У 1816 році призначається командувачем 16 військового округу, стає кавалером ордену Святого Людовіка, кавалером ордену Святого Духа. У 1821 році призначається військовим міністром. Під час своєї каденції займався підготовкою експедиції до Іспанії для придушення повстання. У 1823 році залишає посаду міністра й супроводжує герцога Ангулемського під час інтервенції до Іспанії. Згодом був одним з розпорядників на коронації Карла X у 1824 році. У 1828 році призначається членом військової ради.
Перрен не підтримав Липневої революції 1830 року. Тому король Луї-Філіп I виключив його з палати перів та відправив у відставку. Помер маршал Перрен 1 березня 1841 року.

## Родина
1. Дружина — Жанна Жозефіна Муге: Діти:
- Вікторина (1792—д/н)
- Шарль (1795—1827)
- Наполеон Віктор-Франсуа (1796—1853), 2-й герцог Беллуно
- Наполеон Віктор Євген (1799—1852)

2. Дружина — Джулі Вош ван Авесаат: Діти:
- Стефані Жозефіна-Луїза (1805—1832)

## Пам'ять
- прізвище викарбувано на Триумфальній арці
- його ім'ям названо один з паризьких бульварів.

## Творчість
Після смерті вийшли його мемуари «Extraits des mémoires inédits du duc de Bellune».